# Superfiction
| Críticas profissionais | Críticas profissionais |
| Avaliações da crítica  | Avaliações da crítica  |
| Fonte                  | Avaliação              |
| ---------------------- | ---------------------- |
| allmusic               | [ 1 ]                  |

Superfiction é o quinto álbum de estúdio da banda norte-americana Cold, lançado em 19 de julho de 2011.

## Faixas
Todas as letras e músicas escritas por Scooter Ward, exceto onde anotado.
1. "Wicked World" (Ward, Khandwala, Huff) — 3:36
2. "What Happens Now" — 3:43
3. "American Dream" (Ward, Khandwala) — 3:39
4. "The Break" — 3:46
5. "Welcome2MyWorld" — 3:30
6. "Emily" — 3:37
7. "The Crossroads" — 4:19
8. "Delivering the Saint" (Ward, Gilbert, McCandless, Marshall) — 4:24
9. "So Long June" (Ward, Gilbert, McCandless, Marshall) — 4:42
10. "The Park" — 3:40
11. "Flight of the Superstar" — 3:31
12. "The Ballad of the Nameless" — 3:30

## Créditos
- Scooter Ward — Vocal, guitarra, piano
- Drew Molleur — Guitarra, vocal de apoio
- Zach Gilbert — Guitarra
- Jeremy Marshall — Baixo, vocal de apoio
- Sam McCandless — Bateria